# Dukwa Weir
Dukwa Weir är en dammbyggnad i Indien.   Den ligger i distriktet Lalitpur och delstaten Uttar Pradesh, i den centrala delen av landet, 400 km söder om huvudstaden New Delhi. Dukwa Weir ligger 264 meter över havet.
Terrängen runt Dukwa Weir är platt. Runt Dukwa Weir är det tätbefolkat, med 266 invånare per kvadratkilometer. Närmaste större samhälle är Babīna, 9,1 km nordväst om Dukwa Weir. Trakten runt Dukwa Weir består till största delen av jordbruksmark.